# Daş Salahlı
Daş Salahlı è un comune dell'Azerbaigian situato nel distretto di Qazax.